# NGC 1536
NGC 1536 (другие обозначения — ESO 157-5, AM 0409-563, IRAS04099-5636, PGC 14620) — спиральная галактика с перемычкой (SBc) в созвездии Сетка.
Этот объект входит в число перечисленных в оригинальной редакции «Нового общего каталога».
14 января 1997 года в галактике была зарегистрирована вспышка сверхновой SN 1997D.
Галактика NGC 1536 входит в состав группы галактик Dorado.